# Île Chevreau
L'île Chevreau, aussi appelée île Bonhomme est une île française située entre les îles de Saint-Martin et Saint-Barthélemy et rattachée à la collectivité de Saint-Barthélemy.
.
Avec une superficie de 62 hectares, c’est la deuxième plus grande île satellite de Saint-Barthélemy après l’île Fourchue.
L'île est située au sud-ouest de l'île Frégate. C'est une île rocheuse où la végétation se résume à quelques arbres. 